# Hỏa ngục (phim 2016)
Inferno là bộ phim trinh thám ly kỳ của Hoa Kỳ, ra mắt năm 2016, đạo diễn bởi Ron Howard với kịch bản của David Koepp, dựa trên tiểu thuyết cùng tên của Dan Brown. Phim là phần tiếp theo của Mật mã Da Vinci và Thiên thần & ác quỷ. Tom Hanks tiếp tục đảm nhận vai giáo sư Robert Langdon, cùng tham gia diễn xuất có Felicity Jones, Omar Sy, Sidse Babett Knudsen, Ben Foster và Irrfan Khan.
Quá trình quay phim bắt đầu ngày 27 tháng 4 năm 2015 tại Venice, Ý, và kết thúc ngày 21 tháng 7 năm 2015 tại Budapest. Bộ phim công chiếu tại Florence ngày 9 tháng 10 năm 2016 và công chiếu tại Mỹ ngày 14 tháng 10 năm 2016 với định dạng 3D, 2D và IMAX.

## Tóm tắt
Robert Langdon thức dậy trong một bệnh viện tại Florence, Ý, không nhớ chuyện gì đã xảy ra trong vài ngày trước. Ông nhận ra mình đang là mục tiêu của một cuộc truy sát. Với sự trợ giúp của bác sĩ Sienna Brooks, Langdon buộc phải tìm lại ký ức để giải một câu đố phức tạp nhất mà ông từng chạm trán.

## Diễn viên
- Tom Hanks vai Robert Langdon, giáo sư biểu tượng học tại Đại học Harvard.[4]
- Felicity Jones vai bác sĩ Sienna Brooks.[5]
- Omar Sy vai Christoph Brüder, chỉ huy đội SRS.[5]
- Ben Foster vai Bertrand Zobrist.[6][7]
- Sidse Babett Knudsen vai Elizabeth Sinskey, Tổng Giám đốc tổ chức Y tế Thế giới, người thuê Robert Langdon để tìm ra con virus của Zobrist..[5]
- Irrfan Khan vai Harry "Thị Trưởng" Sims, lãnh đạo The Consortium.[5]
- Ana Ularu vai Vayentha, Đặc vụ của The Consortium ở Florence được lệnh theo dõi Robert Langdon.[7]
- Jon Donahue vai Richard[7]

## Sản xuất
Ngày 16 tháng 7 năm 2013, Sony Pictures Entertainment chọn Ron Howard đạo diễn cuốn tiểu thuyết về Robert Langdon thứ tư của Dan Brown thành phim, Inferno, với David Koepp viết kịch bản. Imagine Entertainment là đơn vị sản xuất, với Tom Hanks tiếp tục thủ vai Robert Langdon. Ngày 26 tháng 8 năm 2014, Sony hoàn tất thương lượng với Howard và Hanks, và cho bắt đầu sản xuất phim vào tháng tư tại Ý. Brian Grazer được chọn để đồng sản xuất phim với Howard.
Ngày 2 tháng 12, Felicity Jones đã bắt đầu thảo luận về việc tham gia phim. Ngày 17 tháng 2 năm 2015, bên studio công bố dàn diễn viên chính thức bao gồm Jones vai Bác sĩ Sienna Brooks, Omar Sy vai Christoph Bruder, Irrfan Khan vai Harry "Thị Trưởng" Sims, và Sidse Babett Knudsen vai Elizabeth Sinskey, tổng giám đốc Tổ chức Y tế Thế giới. Ben Foster được chọn vào vai phản diện chưa công bố vào ngày 10 tháng 3 năm 2015.

### Quay phim
Quá trình quay phim bắt đầu ngày 27 tháng 4 năm 2015 tại Venice, Ý, và tiếp tục tại Florence cuối tháng đó. Các cảnh ngoài trời có Hanks được quay gần Palazzo Vecchio và các thắng cảnh lịch sử trong thành phố bắt đầu từ 2 tháng 5 năm 2015. Một số cảnh phụ được quay tại một căn hộ gần Ponte Vecchio, Florence. Các cảnh tầm thấp quay trên không tập trung vào thắng cảnh, sông và cầu tại Florence được quay ngày 11 tháng 5 năm 2015. Cho đến 5 tháng 6 năm 2015, phần lớn phim được quay tại studio Korda ở Budapest, Hungary. Quay phim hoàn tất ngày 21 tháng 7 năm 2015.
Trong quá trình quay phim, bộ phim có mật danh là "Headache" (nhức đầu), chỉ tình trạng của giáo sư Langdon lúc bắt đầu câu chuyện.

## Phát hành
Vào tháng 7 năm 2013, Sony ấn định ngày ra mắt phim là 18 tháng 12 năm 2015. Tuy nhiên, để tránh cạnh tranh với Star Wars: The Force Awakens, ngày công chiếu được dời lại tới 14 tháng 10 năm 2016. Đầu năm 2016, ngày công chiếu dời về 28 tháng 10 năm 2016. Phim sẽ chiếu với hai định dạng 2D và 3D. Ngày 9 tháng 5 năm 2016, Sony Pictures phát hành trailer đầu tiên cho phim.
Phim chiếu ra mắt tại Florence, Italy ngày 8 tháng 10 năm 2016, tại nhà hát New Opera.